# Jurenák János
Sultzi Jurenák János (németül: Johann von Jurenak, szlovákul: Jan Jurenak) (Holics, 1760. augusztus 18. – Modor, 1838. szeptember 9.) a francia Jurenák de Sultz nemesi család sarja, először az evangélikus egyház városi ellenőre, majd városi bíró és modori polgármester. Az 1825-ös országgyűlésben Modor szabad királyi város képviselője.

## Élete
Jurenák 1760-ban született Holicson. Apja az evangélikus széleskúti kereskedő és földbirtokos Jurenák András és édesanyja Siebenfreund Vilma első gyermeke, Jurenák Ádám pozsonyi nagykereskedő bátyja és Jurenák Eduárd szentesi polgármester nagybátyja.
Jurenák János már fiatalon ellátta az egyházközösség ellenőri feladatait. 1823-ban történt, hogy tűz pusztított a modori iskolában, aminek következtében a diákoknak a földön ülve kellett volna tanulniuk, ha Jurenák egy pozsonyi hölggyel összefogva nem adományozott volna padokat és székeket a probléma kezelésére. A polgárok ezt követően választották meg városi bíróvá köszönetük jeléül. Pár év múlva már polgármester és képviselőként tűnt fel a pozsonyi országgyűlésben.

## Magánélete
Felesége a modori születésű Schnell Mária Zsuzsanna, akitől több gyermeke is született. Egyik fia Jurenák András professzor a modori egyetem igazgatója, aki több földtörténelmi ásatást is végzett, róla nevezték el az általa feltárt, megkövesedett Lima Jurenaki kagylómaradványt. Lánya Eleonóra Walburga a balassagyarmati gyógyszerésszel Kellner Sámuellel házasodott és Modor egyetlen gyógyszertárát birtokolták.

## Halála

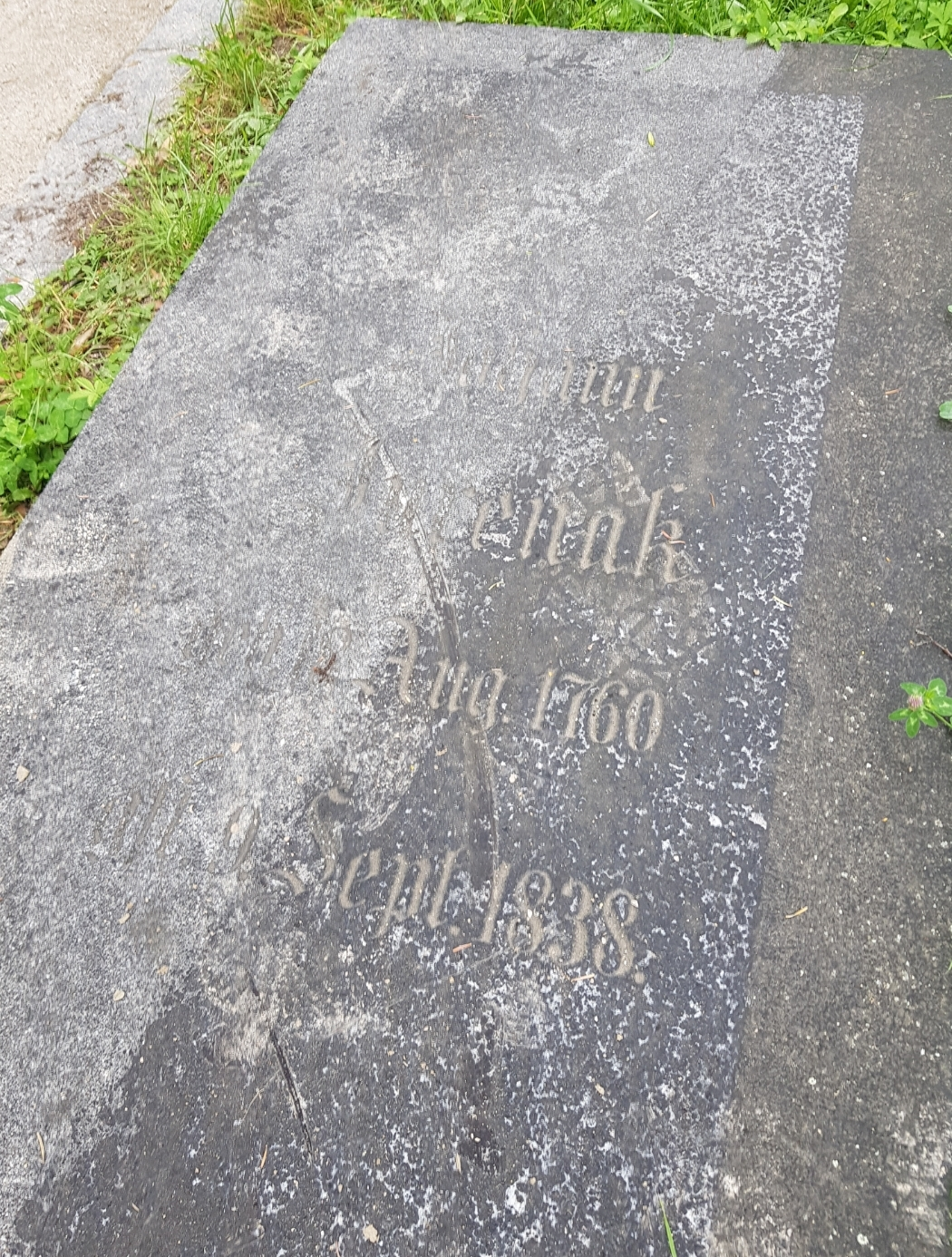
Jurenák János sírköve

Jurenák János 1838. szeptember 9-én hunyt el Modoron és ott is helyezték végső nyugalomra. Sírjának pontos helye és személyének fontossága az évek múlásával a feledés homályába merült, egészen 2015-ig amikor a modori Stur emlékmű restaurálásakor a munkások rá nem bukkantak sírjára, amiben feleségével együtt nyugszik.